# Yarrabah
Yarrabah är en region i Australien. Den ligger i delstaten Queensland, omkring 1 400 kilometer nordväst om delstatshuvudstaden Brisbane. Antalet invånare är 2 681.
Tropiskt monsunklimat råder i trakten. Genomsnittlig årsnederbörd är 2 169 millimeter. Den regnigaste månaden är mars, med i genomsnitt 496 mm nederbörd, och den torraste är oktober, med 36 mm nederbörd.